# Calendrier international féminin UCI 2013
Le calendrier international féminin UCI 2013 regroupe les compétitions féminines de cyclisme sur route organisées sous le règlement de l'Union cycliste internationale durant la saison 2013.
Il comprend la Coupe du monde de cyclisme sur route féminine 2013 et les championnats du monde de cyclisme sur route 2013.
Cette saison voit la création par l'UCI d'une classe « hors catégorie » (HC),, placée dans la hiérarchie des courses en dessous des courses de coupe du monde et au-dessus des courses de catégorie 1. La classe HC ne comprend en 2013 que des courses par étapes (2.HC). Cependant, sur trois courses annoncées initialement, seule une appartient finalement à la classe HC : après l'annulation de l'Exergy Tour et la rétrogradation du Tour de Thuringe en catégorie 2.1, seul le Tour de Toscane est en catégorie 2.HC. Le Tour d'Italie, reconnu comme la principale course par étapes du calendrier féminin, est également en catégorie 2.1.

## Calendrier des épreuves

### Janvier
| Date | Course        | Classe | Vainqueur    | Équipe        |
| ---- | ------------- | ------ | ------------ | ------------- |
| 29-1 | Tour du Qatar | 2.1    | Kirsten Wild | Argos-Shimano |

### Février
| Date  | Course                     | Classe | Vainqueur        | Équipe                |
| ----- | -------------------------- | ------ | ---------------- | --------------------- |
| 21-24 | Tour du Costa Rica         | 2.2    | Inga Čilvinaitė  | Pasta Zara-Cogeas     |
| 23    | Circuit Het Nieuwsblad     | 1.2    | Tiffany Cromwell | Orica-AIS             |
| 27    | Le Samyn des Dames         | 1.2    | Ellen van Dijk   | Specialized-Lululemon |
| 27    | Grand Prix de Oriente (en) | 1.2    | Noemi Cantele    | BePink                |
| 28-5  | Tour du Salvador           | 2.1    | Noemi Cantele    | BePink                |

### Mars
| Date | Course                                   | Classe | Vainqueur                | Équipe                      |
| ---- | ---------------------------------------- | ------ | ------------------------ | --------------------------- |
| 3    | Omloop van het Hageland                  | 1.2    | Emily Collins            | Wiggle Honda                |
| 7    | Grand Prix GSB (en)                      | 1.1    | Clemilda Fernandes       | Brésil                      |
| 7    | Drenthe 8                                | 1.2    | Marianne Vos             | Rabobank Women Cycling Team |
| 8    | Grand Prix du Salvador                   | 1.2    | Silvia Valsecchi         | BePink                      |
| 9    | Tour de Drenthe                          | CDM    | Marianne Vos             | Rabobank Women Cycling Team |
| 10   | Novilon Euregio Cup                      | 1.2    | annulé                   |                             |
| 13   | Championnat d'Asie-contre-la-montre      | CC     | Enkhjargal Tuvshinjargal | Mongolie                    |
| 14   | Championnat d'Océanie-contre-la-montre   | CC     | Taryn Heather            | Australie                   |
| 16   | Classique de Padoue                      | 1.1    | Giorgia Bronzini         | Wiggle Honda                |
| 16   | Championnat d'Asie-course en ligne       | CC     | Mei Yu Hsiao             | Taipei chinois              |
| 16   | Championnat d'Océanie-course en ligne    | CC     | Katrin Garfoot           | Australie                   |
| 17   | Cholet-Pays de Loire                     | 1.2    | Emma Johansson           | Orica-AIS                   |
| 24   | Trofeo Alfredo Binda-Comune di Cittiglio | CDM    | Elisa Longo Borghini     | Hitec Products UCK          |
| 31   | Tour des Flandres                        | CDM    | Marianne Vos             | Rabobank Women Cycling Team |

### Avril
| Date  | Course                                 | Classe | Vainqueur        | Équipe                      |
| ----- | -------------------------------------- | ------ | ---------------- | --------------------------- |
| 1     | Grand Prix international de Dottignies | 1.2    | Vera Koedooder   | Sengers Ladies              |
| 3-7   | Energiewacht Tour                      | 2.2    | Ellen Van Dijk   | Specialized-Lululemon       |
| 8-10  | Tour de Thaïlande                      | 2.2    | Thuy Dung Nguyen | Viêt Nam                    |
| 14    | Ronde van Gelderland                   | 1.2    | Kirsten Wild     | Argos-Shimano               |
| 17    | Flèche wallonne                        | CDM    | Marianne Vos     | Rabobank Women Cycling Team |
| 20    | Omloop van Borsele                     | 1.2    | Vera Koedooder   | Sengers Ladies              |
| 22    | Dwars door de Westhoek                 | 1.1    | Jolien D'Hoore   | Lotto Belisol Ladies        |
| 24-28 | Gracia Orlova                          | 2.2    | Ellen van Dijk   | Specialized-Lululemon       |
| 26-28 | Grand Prix Elsy Jacobs                 | 2.1    | Marianne Vos     | Rabobank Women Cycling Team |

### Mai
| Date  | Course                                    | Classe | Vainqueur             | Équipe                      |
| ----- | ----------------------------------------- | ------ | --------------------- | --------------------------- |
| 1     | Championnat panaméricain-contre-la-montre | CC     | Íngrid Drexel         | Mexique                     |
| 4     | Knokke-Heist-Bredene                      | 1.2    | Giorgia Bronzini      | Wiggle Honda                |
| 4     | Championnat panaméricain-course en ligne  | CC     | Arlenis Sierra        | Cuba                        |
| 8-10  | Tour de l'île de Chongming                | 2.1    | Annette Edmondson     | Orica-AIS                   |
| 12    | Tour of Chongming Island World Cup        | CDM    | Tetyana Riabchenko    | Chirio Forno d'Asolo        |
| 16-18 | Tour de l'île de Zhoushan                 | 2.2    | Giorgia Bronzini      | Wiggle Honda                |
| 17-22 | Tour du Languedoc-Roussillon              | 2.2    | Emma Pooley           | Bigla                       |
| 18    | Grand Prix cycliste de Gatineau           | 1.1    | Shelley Olds          | Tibco-To the Top            |
| 20    | Chrono Gatineau                           | 1.1    | Carmen Small-McNellis | Specialized-Lululemon       |
| 24    | Boels Rental Hills Classic                | 1.2    | Ashleigh Moolman      | Lotto Belisol Ladies        |
| 25    | 7-Dorpenomloop van Aalburg                | 1.2    | Marianne Vos          | Rabobank Women Cycling Team |
| 26    | Gooik-Geraardsbergen-Gooik                | 1.2    | Emma Johansson        | Orica-AIS                   |

### Juin
| Date  | Course                                  | Classe | Vainqueur          | Équipe                      |
| ----- | --------------------------------------- | ------ | ------------------ | --------------------------- |
| 2     | Philadelphia Cycling Classic            | 1.2    | Evelyn Stevens     | Specialized-Lululemon       |
| 4     | Grand Prix de Maykop                    | 1.2    | Natalia Boyarskaya | Russie                      |
| 4     | Durango-Durango Emakumeen Saria         | 1.2    | Marianne Vos       | Rabobank Women Cycling Team |
| 6-9   | Emakumeen Euskal Bira                   | 2.1    | Emma Johansson     | Orica-AIS                   |
| 6-9   | Tour d'Adyguée                          | 2.2    | Natalia Boyarskaya | Russie                      |
| 15-16 | Tour du Trentin-Haut-Adige-Tyrol-du-Sud | 2.1    | Evelyn Stevens     | Specialized-Lululemon       |
| 16    | Golan I                                 | 1.2    | Annulé             |                             |
| 18    | Golan II                                | 1.2    | Annulé             |                             |
| 21    | Golan III                               | 1.2    | Annulé             |                             |
| 30-7  | Tour d'Italie                           | 2.1    | Mara Abbott        | États-Unis                  |

### Juillet
| Date  | Course                                     | Classe | Vainqueur           | Équipe               |
| ----- | ------------------------------------------ | ------ | ------------------- | -------------------- |
| 4-7   | Tour de Feminin - O cenu Ceskeho Svycarska | 2.2    | Amy Cure            | Australie            |
| 11-14 | Tour de Bretagne                           | 2.2    | Audrey Cordon       | Vienne Futuroscope   |
| 15-21 | Tour de Thuringe                           | 2.1    | Emma Johansson      | Orica-AIS            |
| 18    | Championnat d'Europe du contre-la-montre   | CC     | Hanna Solovey       | Ukraine              |
| 18-21 | Tour féminin en Limousin                   | 2.2    | Katarzyna Pawłowska | GSD Gestion-Kallisto |
| 21    | Championnat d'Europe sur route             | CC     | Susanna Zorzi       | Italie               |
| 28    | Tour de Bochum                             | 1.1    | Christine Majerus   | Sengers Ladies       |

### Août
| Date  | Course                     | Classe | Vainqueur             | Équipe                  |
| ----- | -------------------------- | ------ | --------------------- | ----------------------- |
| 3     | Erpe-Mere-Erondegem        | 1.2    | Maaike Polspoel       | Sengers Ladies          |
| 3-11  | Route de France            | 2.1    | Linda Villumsen       | Wiggle Honda            |
| 16    | Open de Suède Vårgårda TTT | CDM    | Specialized-lululemon | Specialized-lululemon   |
| 18    | Open de Suède Vårgårda     | CDM    | Marianne Vos          | Rabo Women Cycling Team |
| 23-26 | Lotto Belisol Belgium Tour | 2.2    | Ellen van Dijk        | Specialized-lululemon   |
| 24-28 | Trophée d'Or Féminin       | 2.2    | Marianne Vos          | Rabo Women Cycling Team |
| 31    | Grand Prix de Plouay       | CDM    | Marianne Vos          | Rabo Women Cycling Team |

### Septembre
| Date  | Course                                               | Classe | Vainqueur             | Équipe                |
| ----- | ---------------------------------------------------- | ------ | --------------------- | --------------------- |
| 2-7   | Tour Cycliste Féminin International de l'Ardèche     | 2.2    | Tatiana Antoshina     | Russie                |
| 3-8   | Boels Ladies Tour                                    | 2.1    | Ellen van Dijk        | Specialized-lululemon |
| 13-15 | Tour de Toscane féminin-Mémorial Michela Fanini      | 2.HC   | Claudia Häusler       | Tibco-To the Top      |
| 15    | Chrono champenois-Trophée européen                   | 1.1    | Ellen van Dijk        | Specialized-lululemon |
| 22    | Championnat du monde du contre-la-montre par équipes | CM     | Specialized-lululemon | Specialized-lululemon |
| 24    | Championnat du monde du contre-la-montre             | CM     | Ellen van Dijk        | Pays-Bas              |
| 28    | Championnat du monde sur route                       | CM     | Marianne Vos          | Pays-Bas              |

### Octobre
| Date | Course             | Classe | Vainqueur     | Équipe  |
| ---- | ------------------ | ------ | ------------- | ------- |
| 21   | Chrono des Nations | 1.1    | Hanna Solovey | Ukraine |

## Classements UCI
Classement final

### Classement individuel
| Rang | Cycliste             | Équipe         | Points   |
| ---- | -------------------- | -------------- | -------- |
| 1    | Emma Johansson       | Orica-AIS      | 1 388    |
| 2    | Marianne Vos         | Rabobank       | 1 296,75 |
| 3    | Ellen van Dijk       | Specialized    | 924      |
| 4    | Giorgia Bronzini     | Wiggle Honda   | 614      |
| 5    | Anna van der Breggen | Sengers Ladies | 540,5    |
| 6    | Elisa Longo Borghini | Hitec          | 531,58   |
| 7    | Evelyn Stevens       | Specialized    | 527      |
| 8    | Kirsten Wild         | Argos-Shimano  | 370      |
| 9    | Tatiana Antoshina    | MCipollini     | 361      |
| 10   | Rossella Ratto       | Hitec          | 336,08   |

### Classement par équipes
|    | Équipe                     | Points   |
| -- | -------------------------- | -------- |
| 1  | Orica-AIS                  | 1 998,5  |
| 2  | Rabobank Women             | 1 948,75 |
| 3  | Team Specialized-Lululemon | 1 932    |
| 4  | Hitec Products UCK         | 1 171,74 |
| 5  | Wiggle Honda               | 1 060    |
| 6  | Sengers Ladies             | 1 011,5  |
| 7  | MCipollini-Giordana        | 929      |
| 8  | Tibco-To the Top           | 720      |
| 9  | BePink                     | 709      |
| 10 | Team Argos-Shimano         | 673      |

### Classement par pays
|    | Pays             | Points   |
| -- | ---------------- | -------- |
| 1  | Pays-Bas         | 3 442,5  |
| 2  | Italie           | 2 069,66 |
| 3  | Suède            | 1 523,5  |
| 4  | États-Unis       | 1 284,25 |
| 5  | Australie        | 921,75   |
| 6  | Allemagne        | 857,5    |
| 7  | Russie           | 821      |
| 8  | Royaume-Uni      | 555      |
| 9  | Belgique         | 490,5    |
| 10 | Nouvelle-Zélande | 450,5    |